# Proechimys semispinosus
Proechimys semispinosus (Голчастий щур Томса) — вид гризунів родини Ехімісові (Echimyidae), який зустрічається від південно-східного Гондурасу до південного заходу Еквадору. Переважно низинний вид (до 800 м над рівнем моря), але є кілька непідтверджених записів до 1700 м у Еквадорі. Загальний, часто рясний, у низовині вічнозелених лісів, також знайдений у листяному лісі. Каріотип: 2n=30, FN=50-54.

## Морфологія
Морфометрія. Довжина голови й тіла: 221—271 мм, довжина хвоста: 175—192 мм, довжина задньої стопи: 50—60 мм, довжина вуха: 22—27 мм, вага: 320—536 грам.
Опис. Дуже великий, з гладкою, червонувато-коричневою верхньою частиною тіла і чисто білою нижньою. Колючки на спині, вузькі, змішані з хутром, і малопомітні. Голова довга і вузька, з великими очима і прямими, тонкими вухами. Голова довга і вузька, з великими очима і прямими, тонкими вухами. Ступні довгі й вузькі, кігті довгі та широкі. Хвіст коротший, ніж голова і тіло, майже голий, і ніжно двоколірний. Трапляються безхвості особини. 

## Поведінка
Нічний, в основному наземний, бігає по деревам, що впали, але по деревах не лазить. Рухається повільно, іноді завмирає, як правило, мовчазний. Цей щур може використовувати нори протягом дня, але часто займає малі западини під корінням і порожнисті колоди, або густу рослинність. Раціон складається головним чином з плодів і насіння, у меншій мірі, рослинного матеріалу, комах й грибів. Пальмові горіхи та інше велике насіння несе у захищене місце, щоб з'їсти там. Самиці народжують 1–5 рано розвинутих малюків і може народжувати 4 рази на рік.

## Загрози та охорона
Знелісення є загрозою в деяких частинах ареалу, хоча цей вид вважається терпимим до деякого руйнування місць проживання. Зустрічається в кількох охоронних районах.